# IntAkt – Internationale Aktionsgemeinschaft bildender Künstlerinnen
IntAkt – Internationale Aktionsgemeinschaft bildender Künstlerinnen est une association d'artistes féministes fondée à Vienne en 1977. Elle a pour objectif de participer à la politique culturelle, améliorer les conditions de vie et de visibilité des plasticiennes. Elle permet également aux artistes de s'engager activement et propose de définir un espace en dehors marché de l'art concurrentiel.

## Description
L'Année internationale de la femme en 1975, déclarée par les Nations unies, déclenche une polémique en Autriche qui aboutit à la création de l'association IntAkt. Des artistes autrichiennes sont invitées à exposer au musée ethnographique. Le jury est uniquement composé d'hommes. Un groupe d'artistes femmes dont Birgit Jürgenssen, Doris Reitter, Meina Schellander, VALIE EXPORT proteste. En l'absence de réaction, 46 artistes sur 85 se retirent de l'exposition.
Christa Hauer et Angelika Kaufmann écrivent au ministre de la culture pour demander un jury paritaire et la mise en place d'actions afin d'améliorer la situation sociale et la visibilité des femmes artistes. Le ministre leur répond qu'il n'est pas compétent.
Elles décident alors de s'organiser. En 1977, elles fondent IntAkt afin d'améliorer la situation politique et sociale, participer à la politique culturelle et pouvoir s'engager activement.
Leurs premières actions concernent le statut des artistes : congé de maternité, prix, jury, nominations de professeures. L'association va se mobiliser pour que Maria Lassnig obtienne une chaire d'enseignement. Elle est la première femme à obtenir un poste de professeure dans une école d'art autrichienne. L'association permet également que des sujets tabous comme la naissance, la sexualité et l'accouchement puissent être abordés.
En 1977, l’engagement des fondatrices est en priorité politique : permettre aux femmes artistes d'accéder à  l’art public et créer de nouveaux espaces pour l’art des femmes. Au cours des années suivantes, IntAkt développe de multiples activités politiques et artistiques avec des expositions, performances, projets communautaires, actions spectaculaires. IntAkt s'impose sur la scène artistique et propose un autre modèle de présentation de l'art, en rupture totale avec la notion académique d’art et les traditions. Une partie des artistes se détournent de la sculpture, peinture et arts graphiques, pour s'emparer de la photographie, cinéma et vidéo. Ces médias deviennent un moyen d'expression. C'est dans ce cadre et cette réflexion que IntAkt organise un festival Die andere Avantgarde (L'Autre avant-garde) à Linz en 1983. 
Les membres de InkAkt réfutent le mode de fonctionnement concurrentiel du marché de l'art. Elles préfèrent développer une communauté discursive, monter des collectifs, des projets communautaires. Elles questionnent la vie quotidienne dans la rue. Elles font descendre l'art dans la rue.
L'association s'inscrit dès sa fondation dans une perspective internationale. Pour les fondatrices, la situation des artistes femmes dépassent les frontières. Les échangent avec d'autres artistes est une richesse. Le réseau international réalise des expositions thématiques qui prennent en compte la diversité des positions artistiques. IntAkt réalise des performances, flasmobs, coopérations et expositions en Allemagne, en Belgique, en Chine, en Grande-Bretagne, en Irlande, en Italie, au Japon, en Slovaquie, en Espagne, en Tchéquie et en Hongrie.
IntAkt met à disposition de ses membres un espace afin de pouvoir exposer leurs productions, organiser des ateliers et des conférences. Jusqu'en 1988, cet espace est situé dans le bâtiment Griechenbeisl. Depuis, IntAkt dispose de plusieurs espaces d'expositions, rue Währinger.
En 2008, une exposition WERKSCHAU XIII – INTAKT DIE PIONIERINNEN, organisée par la Fotogalerie Wien expose les œuvres des pionnières et revient sur les années 1975-1985 de IntAkt. Elle présente des œuvres de Renate Bertlmann, Moucle Blackout, Linda Christanell, Lotte Hendrich-Hassmann, Karin Mack, Margot Pilz et Jana Wisniewski. 
En 2022, l'objet de l'association est toujours le même. Elle est composée de 71 membres.

## Fondatrices
Linda Christanell, Christa Hauer, Hildegard Joos, Angelika Kaufmann, Doris Lötsch, Roswitha Lüder, Ingeborg G. Pluhar, Doris Reitter-Brown, Ise Schwartz, Edda Seidl-Reiter, Gerlinde Wurth.

## Expositions
- Die andere Avantgarde (L'Autre avant-garde), Linz, 1983
- Focus : Art by Women, Sécession Vienne, 1984
- 10 ans d'IntAkt, Griechenbeisl Vienne, 1987
- la PLACE le TEMPS le PLUS , 20 ans d'IntAkt, Heiligenkreuzerhof Vienne, Musée de la Femme de Bonn, Allemagne, 1997
- Projet culturel  EUROPA/ABENDLAND, Six expositions à la Galerie am Park Vienne, 2005
- Projet  Baumarkt  au  SOHO in Ottakring  Vienne, 2006
- Expositions thématiques :  FOREST , WOMEN with MEN , VANITAS  et  EMBARRASSING  au WUK Vienne, 2007
- Exposition spéciale  30 ans d'IntAkt , Galerie Dana Charkasi Vienne, 2007
- BLUE MONDAY  avec lecture de Friederike Mayröcker, Amerlinghaus Vienne, 2008
- Projet  Bieder Again  avec conférences et grande exposition collective, espace de projet WUK Vienne, 2009
- INTERCITY WIEN – BUDAPEST , galerie MKISZ, en coopération avec l’Association des Artistes Hongrois, Hongrie, 2009
- exposition  les yeux sur  IntAkt – WUK, pour le Mois de la photographie à Vienne, 2010
- Vienne est une femme ! , Exposition itinérante  Flags , atelier de l'Académie des Beaux-Arts de Vienne, Kompakta Graz, ARTspace Palais Kabelwerk Vienne, Autriche. Forum culturel de Bratislava, 2011/2012
- en mouvement – in motion Paris-Vienne, Institut français de Vienne, Vienne, 2013
- 40 ans d'IntAkt/Autoportrait – Contexte de l'image féminine, Kunsthalle Exnergasse Vienne, 2017
- Autoportrait d’une image de femme, Galerie Dresdner Sezession eV, Allemagne, 2018
- Autoportrait de femme, Galerie am Park, A – Vienne, 2019
- PARALLEL VIENNE, IntAkt présente l'énoncé du projet L'INTÉGRALE DE LA VOIX 100 ANS DE VOTE DES FEMMES, 2019
- PARALLEL VIENNE, IntAkt présente la déclaration du projet FE:MALE ENLIGHTENMENT, 2020